# Гендерні квоти
- Цай Інвень, президент Республіки Китай

Жінки-глави держав:
- Халіма Якоб, президент Сингапуру
- Сахле-Ворк Зевде, президент Ефіопії
- Пола-Мей Вікс, президент Тринідаду і Тобаго
- Бідх'я Деві Бхандарі, президент Непалу
- Зузана Чапутова, президент Словаччини
- Керсті Кальюлайд, президент Естонії
- Саломе Зурабішвілі, президент Грузії
- Катерина Сакелларопулу, президент Греції
- Мая Санду, президент Молдови

Ге́ндерні кво́ти — це стратегія державної гендерної політики у формі позитивної дискримінації, що має на меті збільшення кількості жінок на владних позиціях для достатнього представництва у владі. Гендерне квотування має на меті подолання історичної несправедливості ізоляції жінок від участі у політичному житті; залучення жінок до прийняття політичних рішень та гарантування участі жінок у представницьких органах влади.
За даними Глобального звіту про гендерний розрив ВЕФ, з чотирьох сфер, длосліджуваних з 2006 року (ринок праці, освіта, здоров'я та виживання, політичне представництво та можливості), гендерна нерівність у політиці є найбільшою і за 12 років досі не досягла 30 % від повної рівності. Це глобальна тенденція, характерна для майже всіх країн світу.

Гендерні квоти можуть встановлюватись як для жінок, так і для чоловіків. Але, оскільки частка чоловіків у різних органах управління перевищує 90 %, то позитивні дії використовуються переважно для відновлення утиснутних прав жінок.
«Позитивні дії використовуються перш за все для відновлення жіночих прав, які зазнають утисків. В основному вони розглядаються як вимушений тимчасовий захід, розрахований на швидке усунення історичної несправедливості шодо жінок.»
Вперше запроваджені у Швеції, на сьогодні гендерні квоти поширені у багатьох країнах світу. Дослідженням їх ефективності займається міжнародний проєкт Gender Quotas Database [Архівовано 30 квітня 2019 у Wayback Machine.].

## Визначення
Гендерні квоти є способом забезпечення представництва жінок у владних структурах. Для цього правовим чином відводиться певна частина депутатських місць у парламенті, які будуть зайняті депутатками.
Гендерні квоти не тотожні жіночим, що їх практикували за часів СРСР. Гендерна рівновага в демократичному суспільстві має бути предметом турботи всіх виборців, політичних і державних структур, громадськості.
Квотування впроваджується за допомогою чотирьох механізмів, які можуть поєднуватись:
- Конституційні положення,
- виборче законодавство,
- спеціальні закони про рівні права та протидію дискримінації,
- статути політичних партій.[4][5]

Введення гендерних квот — явище тимчасове, засіб забезпечення рівних можливостей. Вони спрямовані на виправлення гендерних зсувів у владі. Із утвердженням рівних прав і можливостей жінок та чоловіків у різних життєвих сферах потреба в гендерних квотах об'єктивно відпаде не тільки де-юре, а й де-факто.

## Види
Гендерні квоти поділяються на законодавчі (правові) та добровільні партійні.
- Законодавчі гендерні квоти поділяють на зарезервовані місця і законодавчі кандидатські квоти. Зарезервовані для жінок місця — це тип квоти, при якому кількість місць у виборному органі для жінок є визначеною державою. Для кандидаток створюється окремий список і вони конкурують між собою. Приклади країн із такими квотами — Руанда (квота в 61 %), Афганістан (27 %), Ірак (25 %), Бангладеш (20 %).
- Найпоширенішими є добровільні партійні квоти, що діють у більшій половині країн ЄС: це Австрія, Велика Британія, Греція, Іспанія, Італія, Кіпр, Литва, Люксембург, Мальта, Нідерланди, Німеччина, Румунія, Словаччина, Словенія, Угорщина, Франція, Хорватія, Чехія, Швеція.[1]

Типи виборчих гендерних квот:
|                                                            | На якому рівні?                   | На якому рівні?    | На якому рівні?      |
| Ким надаються повноваження?                                | Претенденти                       | Кандидати          | Обрані               |
| ---------------------------------------------------------- | --------------------------------- | ------------------ | -------------------- |
| Законодавчі квоти (Конституційне чи виборче законодавство) | Попередні вибори                  | Кандидатські квоти | Зарезервовані місця  |
| Добровільні партійні квоти                                 | Претендентські квоти (Шорт-лісти) | Кандидатські квоти | Зарезервовані місця* |

- Згода між політичними партіями про резервування певного числа крісел для жінок (як у Марокко).

Квоти бувають типу «п'ятдесят на п'ятдесят». Цей тип квотування є гендерно-нейтральним.
Існує також концепція «подвійної квоти», при якій відіграє роль не тільки відсоток жінок, а й місце у списку. Даний тип не допускає потрапляння жінок у нижню частину списку, де їхні шанси бути обраними зменшуються. Прикладами країн з системою «подвійної квоти» є Аргентина та Бельгія.

## Історія
У більшості країн світу жінки недопредставлені в структурах влади, в органах законодавчої та виконавчої влади на місцевому, регіональному та національному рівнях і цей факт є історично зумовленим. Адже жінки отримали право брати участь у загальних парламентських виборах і обиратися депутатми парламентів набагато пізніше, ніж чоловіки. Завдяки активізації першої хвилі фемінізму, рівноправність та надання жінкам виборчого права, кінець ХІХ століття став періодом перших випадків надання виборчого права жінкам. Перша країна світу, де у 1893 році це було впроваджено — Нова Зеландія. Згодом це зробила Австралія (1894 р.), а після неї більшість скандинавських країн і решта Європи на початку ХХ століття (див. Суфражизм, Жіноче виборче право).
Право голосу та право брати участь в управлінні своєю державою стало частиною міжнародного права у 1948 році, вони закріплені у Статті 21 Загальної декларації прав людини ООН, де зазначено, що «кожна людина має право брати участь в управлінні своєю країною безпосередньо або опосередковано через вільно обраних представників», «Кожна людина має право рівного доступу до державної служби у своїй країні».  Крім цього, жіноче виборче право прямо закріплено в Конвенції про політичні права жінок й у Конвенції про ліквідацію всіх форм дискримінації щодо жінок, ухвалених ООН у 1952 і 1979 відповідно. Та незважаючи на ці заходи, проблема з рівним представництвом жінок у владі досі існує. Задля вирішення нерівного положення чоловіків і жінок деякі держави почали впроваджувати більш радикальну політику «позитивної дискримінації», основним інструментом якої є гендерні квоти.
Впровадження таких змін в більшій мірі ініціювали представники та представниці соціал-демократичних, соціалістичних і зелених партій, тоді як консерватори та християнсько-демократичні партії виступають проти квот для жінок, вважаючи їх загрозою зниження високого професійного рівня парламентаріїв.

## Ефективність квот
Першою країною, яка запропонувала введення політики гендерного квотування, була Швеція наприкінці 1960-х років. І вже у 1970-80-ті роки ця практика стала складовою політичного спрямування Швеції, Норвегії та Фінляндії. Особливість скандинавського регіону в урівнюючій політиці є те, що «жіноче питання» вирішувалось комплексно, тобто стосувалось не лише політичного статусу, а положення на робочому місці, в родині та соціумі в цілому.
Після впровадження гендерних квот в Скандинавії, значно зросла частка жінок в парламенті, керівництві партій, в органах місцевого самоврядування. Таким чином, представництво жінок у владі стало таким, про яке в той час не могли думати жінки інших країн Заходу.
У Швеції до кінця 1980-х частка жінок в керівних органах регіонального і національного рівнів підійнялась до 40 %, тоді як на початку 1970-х становила 14-15 %. У парламенті вона досягла 38 %, в уряді біля 30 %. Міністерські позиції в 1985 році займали вже 25 % жінок (75 % чоловіків), а в 2018 році 52 % жінок і 48 % чоловіків.
Наразі Швеція є єдиною країною, де жінки складають близько половини парламенту, а також єдина має позитивні результати у боротьбі з проституцією (введена в країні модель криміналізації клієнта називається «шведською» або «північною»). Країни скандинавського регіону посідають вершину рейтингу країн світу за досягнутими показниками гендерної рівности у Глобальному звіті про гендерний розрив за всі роки досліджень Всесвітнім економічним форумом цих показників. Див. Жінки у Швеції, Шведська модель боротьби з проституцією.

### Дослідження
Існує чимало організацій, проєктів, які займаються вивченням ефективності впровадження гендерних квот в уряді. Одним із таких ресурсів є База даних гендерних квот (Gender Quotas Database [Архівовано 30 квітня 2019 у Wayback Machine.]), спільний проєкт трьох інституцій — Міжнародного інституту демократії й електоральної підтримки (International IDEA), Міжпарламентського об'єднання (IPU, Inter-Parliamentary Union) та Стокгольмського університету. Проєкт дає змогу оцінити як загальну картину різних типів квот, так і конкретну ситуацію в кожній країні світу.
Крім того, шведські дослідниці Друд Далеруп і Леніта Фрайденваль зі Стокгольмського університету тривало вивчають явище гендерного квотування, як світовий, так і скандинавський досвід. У своїх працях вони аналізують швидкий і поступальний шляхи залучення жінок у політику.
Дослідження 2018 року, опубліковане «The Journal of Politics», виявило, що впровадження електоральних гендерних квот значно збільшило представництво жінок у парламенті, призвівши до збільшення державних витрат на охорону здоров'я та відносного зменшення військових витрат.

## Гендерні квоти в Україні
В Україні, попри офіційно декларовану рівність і тривалу боротьбу правозахисних організацій, квоти досі не впроваджені. Основні віхи:
- У червні 2004 року, відбулися парламентські слухання «Становище жінок в Україні: реалії та перспективи», в результаті яких було сформовано рекомендації для поліпшення становища жінок. Однією з рекомендацій було запровадження квоти у 30 % у партійних виборчих списках. Однак ця рекомендація не була взята до уваги.
- У 2005 році Верховна Рада ухвалила закон «Про забезпечення рівних прав та можливостей жінок і чоловіків [Архівовано 31 грудня 2018 у Wayback Machine.]». В ньому йдеться про «позитивні дії» — спеціальні тимчасові заходи, спрямовані на усунення дисбалансу між можливостями жінок і чоловіків реалізовувати рівні права, надані їм Конституцією і законами України. Однак даний закон не містить механізмів впровадження, а отже носить здебільшого декларативний характер. В Україні діє законодавча квота, яка передбачає 30 % жінок у органах влади. Для партій, які дотримаються квоти, встановлено заохочення у вигляді додаткового державного фінансування, але це не дало бажаного ефекту.
- У 2013 році внесено зміни до Закону України про «Політичні партії України», що передбачали 30%-ву добровільну гендерну квоту в виборчих списках кандидатів у депутати, однак не було передбачено санкцій за недотримання закону.[13]
- У 2015 році 30 % гендерна квота поширювалась і на місцеві вибори. Також були внесені зміни до Закону України «Про місцеві вибори» та введено вимогу щодо статутів політичних партій у частині інформації про гендерні квоти. Згідно з цими змінами, статут партії мусить містити інформацію про мінімальний рівень представництва жінок та чоловіків серед кандидатів у депутати.[1]
- Крім цього, активним залученням жінок до суспільно-політичного життя в Україні займається міжфракційне депутатське об'єднання «Рівні можливості». Завдання, які ставлять перед собою учасниці та учасники об‘єднання, є наступними: просування гендерної рівності та покращення становища жінок у суспільстві; об'єднання зусиль законодавчої і виконавчої влади та громадянського сектора задля просування прав жінок;[14] У 2017 році завдяки активному сприянню депутатів МФО «Рівні можливості» у Верховній раді України були зареєстровані важливі законопроєкти у сфері забезпечення гендерної рівності та недискримінації. Стосовно рівного представлення жінок і чоловіків у політиці було висунуто проєкт Закону України «Про внесення змін до деяких законодавчих актів України щодо забезпечення рівних прав та можливостей жінок і чоловіків у виборчому процесі [Архівовано 2 червня 2019 у Wayback Machine.]». Законопроєктом передбачається застосування 40 % гендерної квоти для всіх категорій кандидатських списків — з обов'язковим правилом розміщення: у кожній групі з 5 кандидатів має бути не менше 2-х осіб однієї з статей. Важливим аспектом є те, що законопроєкт передбачає застосування юридичних санкцій у вигляді відмови в реєстрації виборчого списку кандидатів, якщо суб'єкт виборчого процесу впродовж трьох днів не змінює списку відповідно до норм закону.[15]

Українці в січні 2015 року не висловлювали підтримки закріпленню квот ані в партійних списках (підтримують 14 % загалом, 11 % чоловіків і 17 % жінок), ані в органах державної влади (підтримують 14 % загалом, 12 % чоловіків і 16 % жінок). Водночас, проти квотування виступили приблизно третина населення (і серед чоловіків, і серед жінок), а ще третина вважали, що це питання зараз «не на часі».

## Світовий досвід запровадження квот
Інформація про гендерне квотування у країнах світу, де воно впроваджене (інформація станом на 02 червня 2019 із Gender Quotas Database).
| Африка  | Гвінея                          | Паралельна виборча система (Parallel)                    | - Законодавчі для єдиної/нижньої палати - Законодавчі квоти на суб-національному рівні                                                                                           | 26 з 114  | 22,8 % |
| Африка  | Кенія                           | Система відносної більшості (FPTP)                       | - Законодавчі для єдиної/нижньої палати - Законодавчі квоти для верхньої палати - Законодавчі квоти на суб-національному рівні - Добровільні квоти прийняті політичними партіями | 76 з 350  | 21,7 % |
| Африка  | Лесото                          | Змішана (MMP)                                            | - Законодавчі для єдиної/нижньої палати - Законодавчі квоти на суб-національному рівні                                                                                           | 28 з 122  | 23 %   |
| Африка  | Ліберія                         | Система відносної більшості (FPTP)                       | - Законодавчі для єдиної/нижньої палати - Законодавчі квоти на суб-національному рівні                                                                                           | 9 з 73    | 12,3 % |
| Африка  | Лівія                           | Паралельна виборча система (Parallel)                    | - Законодавчі для єдиної/нижньої палати - Законодавчі квоти на суб-національному рівні                                                                                           | 30 з 200  | 15 %   |
| Африка  | Малаві                          | Система відносної більшості (FPTP)                       | - Законодавчі квоти на суб-національному рівні - Добровільні квоти прийняті політичними партіями                                                                                 | 32 з 193  | 16,6 % |
| Африка  | Малі                            | Двоступенева виборча система (абсолютної більшості, TRS) | - Законодавчі для єдиної/нижньої палати - Законодавчі квоти на суб-національному рівні - Добровільні квоти прийняті політичними партіями                                         | 13 з 147  | 8,8 %  |
| Африка  | Мавританія                      | Паралельна виборча система (Parallel)                    | - Законодавчі для єдиної/нижньої палати - Законодавчі квоти на суб-національному рівні                                                                                           | 31 з 157  | 19,7 % |
| Африка  | Маврикій                        | Plurality-at-large voting (PV)                           | - Законодавчі квоти на суб-національному рівні | 8 з 69    | 11,6 % |
| Африка  | Марокко                         | Система пропорційних списків (List PR)                   | - Законодавчі для єдиної/нижньої палати - Законодавчі квоти на суб-національному рівні                                                                                           | 81 з 395  | 20,5 % |
| Африка  | Мозамбік                        | Система пропорційних списків (List PR)                   | - Законодавчі квоти на суб-національному рівні - Добровільні квоти прийняті політичними партіями                                                                                 | 99 з 250  | 39,6 % |
| Африка  | Намібія                         | Система пропорційних списків (List PR)                   | - Законодавчі квоти на суб-національному рівні - Добровільні квоти прийняті політичними партіями                                                                                 | 48 з 104  | 46,2 % |
| Африка  | Нігер                           | Система пропорційних списків (List PR)                   | - Законодавчі для єдиної/нижньої палати - Законодавчі квоти на суб-національному рівні - Добровільні квоти прийняті політичними партіями                                         | 29 з 171  | 17 %   |
| Африка  | Республіка Конго                | Двоступенева виборча система (абсолютної більшості, TRS) | - Законодавчі для єдиної/нижньої палати - Законодавчі квоти для верхньої палати - Законодавчі квоти на суб-національному рівні                                                   | 17 з 151  | 11,3 % |
| Африка  | Руанда                          | Система пропорційних списків (List PR)                   | - Законодавчі для єдиної/нижньої палати - Законодавчі квоти для верхньої палати - Законодавчі квоти на суб-національному рівні                                                   | 49 з 80   | 61,3 % |
| Африка  | Сенегал                         | Паралельна виборча система (Parallel)                    | - Законодавчі для єдиної/нижньої палати - Законодавчі квоти на суб-національному рівні                                                                                           | 69 з 165  | 41,8 % |
| Африка  | Сьєрра-Леоне                    | Система відносної більшості (FPTP)                       | - Законодавчі квоти на суб-національному рівні | 18 з 146  | 12,3 % |
| Африка  | Сомалі                          | Прямі вибори відсутні                                    | - Законодавчі для єдиної/нижньої палати - Законодавчі квоти на суб-національному рівні                                                                                           | 67 з 275  | 24,4 % |
| Африка  | Південно-Африканська Республіка | Система пропорційних списків (List PR)                   | - Законодавчі квоти на суб-національному рівні - Добровільні квоти прийняті політичними партіями                                                                                 | 170 з 400 | 42,5 % |
| Африка  | Південний Судан                 | В перехідній стадії                                      | - Законодавчі для єдиної/нижньої палати - Законодавчі квоти для верхньої палати - Законодавчі квоти на суб-національному рівні                                                   | 109 з 400 | 27,3 % |
| Африка  | Судан                           | Паралельна виборча система (Parallel)                    | - Законодавчі для єдиної/нижньої палати - Законодавчі квоти на суб-національному рівні                                                                                           | 133 з 426 | 31,2 % |
| Африка  | Есватіні                        | Система відносної більшості (FPTP)                       | - Законодавчі для єдиної/нижньої палати - Законодавчі квоти у верхню палату | 5 з 69    | 7,2 %  |
| Африка  | Танзанія                        | Система відносної більшості (FPTP)                       | - Законодавчі для єдиної/нижньої палати - Законодавчі квоти на суб-національному рівні - Добровільні квоти прийняті політичними партіями                                         | 145 з 393 | 36,9 % |
| Африка  | Того                            | Система пропорційних списків (List PR)                   | - Законодавчі для єдиної/нижньої палати | 15 з 91   | 16,5 % |
| Африка  | Туніс                           | Система пропорційних списків (List PR)                   | - Законодавчі для єдиної/нижньої палати - Законодавчі квоти на суб-національному рівні                                                                                           | 68 з 217  | 31,3 % |
| Африка  | Уганда                          | Система відносної більшості (FPTP)                       | - Законодавчі для єдиної/нижньої палати - Законодавчі квоти на суб-національному рівні                                                                                           | 160 з 465 | 34,4 % |
| Африка  | Зімбабве                        | Паралельна виборча система (Parallel)                    | - Законодавчі для єдиної/нижньої палати - Законодавчі квоти для верхньої палати - Законодавчі квоти на суб-національному рівні - Добровільні квоти прийняті політичними партіями | 86 з 270  | 31,9 % |
| Америки | Аргентина                       | Система пропорційних списків (List PR)                   | - Законодавчі для єдиної/нижньої палати - Законодавчі квоти для верхньої палати - Законодавчі квоти на суб-національному рівні - Добровільні квоти прийняті політичними партіями | 99 з 257  | 38,5 % |
| Америки | Болівія                         | Змішана (MMP)                                            | - Законодавчі для єдиної/нижньої палати - Законодавчі квоти для верхньої палати - Законодавчі квоти на суб-національному рівні - Добровільні квоти прийняті політичними партіями | 69 з 130  | 53,1 % |

### Європа
Практика запровадження гендерних квот у політиці є досить поширеним явищем серед країн Європи. За даними Gender Quotas Database, гендерні квоти прийняті у 38 країнах Європи: з них, законодавчі квоти запроваджені в Албанії, Боснії і Герцеговині, Бельгії, Данії, Ірландії, Косово, Македонії, Молдові, Чорногорії, Сербії, Україні та Польщі. Добровільні партійні квоти мають більше половини країн ЄС: Австрія, Велика Британія, Греція, Іспанія, Італія, Кіпр, Литва, Люксембург, Мальта, Норвегія, Нідерланди, Німеччина, Португалії, Румунія, Словаччина, Словенія, Угорщина, Франція, Хорватія, Чехія, Швеція, Швейцарія, Ісландія. Деякі країни квоти не приймали (Болгарія, Естонія, Латвія, Фінляндія).
Найбільш успішними країнами за участю жінок у національному парламенті (коли жінки займають більше 40 % місць) станом на 2019 рік серед 28 країн ЄС є Швеція (46 %), Іспанія (41 %) та Норвегія (40 %). Більше 30 % жінок — у національних парламентах чотирнадцяти країн: Франція (39 %), Бельгія (38 %) Ісландія (38 %), Данія (37 %), Македонія (37 %), Австрія (37 %), Сербія (37 %), Італія (35 %), Португалія (36 %), Косово (32 %), Швейцарія (32 %), Велика Британія (32 %), Нідерланди (31 %), Німеччина (31 %).
Найгірша ситуація стосовно представництва жінок у топ-політиці — в Україні (11 %), Мальті (12 %), Кіпрі (13 %), Угорщині (13 %), Росії (16 %).

### Південна Америка
Першю в Південній Америці гендерні квоти запровадила Аргентина. Для збільшення кількості жінок в уряді у 1991 році, під час президентства Карлоса Менема, введено перший закон про гендерне квотування: 30 % кандидаток для кожної політичної партії. Дана стратегія була досить успішною через особливості аргентинської виборчої системи. Сторони пропонують закритий список кандидатів і виборці повинні голосувати за весь список тієї чи іншої партії. Такі зміни мали значний вплив на становище аргентинських жінок у політиці. Аргентинська палата депутатів включала 64 депутата у 1995 році, 76 — у 2001 та 93 — у 2005. Відповідні відсотки становили 24,9 %, 30 % та 36,2 % пленуму.  До 2007 року 33 % депутатів і 24 % сенаторів у аргентинському законодавчому органі були жінками. Хоча кількість жінок у політиці Аргентини зросла, Elisa Maria Carrio (2012) зазначає, що чоловіки-політики досі домінують у політичних партіях.
Слідом за Аргентиною, одинадцять інших країн Південної Америки (Болівія, Бразилія, Коста-Рика, Домініканська Республіка, Еквадор, Гаяна, Гондурас, Мексика, Панама, Парагвай і Перу) ухвалили аналогічні закони щодо гендерних квот протягом наступного десятиліття, що різним чином вплинуло на частку жінок у законодавчих органах. Дванадцятою країною, яка також прийняла закон про квоти, але пізніше його скасувала, була Венесуела. На виборах 2006 року закон про квоти в Еквадорі сприяв збільшенню представництва жінок у законодавчих органах країни з 15 % до 25 %. В Гондурасі запровадження закону про квоти сприяло збільшенню частки жінок у законодавчих органах до 23 % після виборів 2005 року, яка раніше склала лише 5,5 %.

### Північна Америка
Сполучені Штати мають двопалатний парламент і запроваджену політику добровільних гендерних квот. Станом на 2018 рік 84 з 429 (20 %) місць у парламенті займали жінки.
Канада також має двопалатний парламент з добровільними гендерними партійними квотами. У 2018 році 90 з 338 (27 %) місць у Палаті громад займали жінки. Вибори 2015 року призвели до збільшення частки жінок у парламенті на 1,1 %, порівняно з минулими виборами 2011 року. Політичні партії відрізняються за своєю політикою щодо представництва жінок в парламенті: Нова демократична партія, Партія зелених та Ліберальна партія збільшили кількість кандидаток, однак Консервативна партія та Квебецький блок знизили на 20 % і 28 % відповідно.
Мексика має двопалатний парламент та прийняті добровільні гендерні квоти (241 з 500 місць — 48 % у Палаті депутатів жінки) У лютому 2014 року Мексика прийняла конституційну поправку до статті 41 Федеральної Конституції, яка вимагала, щоб політичні партії розробили стратегію для забезпечення гендерного паритету у висуванні кандидатів на виборах до федеральних та місцевих конгресів. Ця поправка свідчить про суттєве поліпшення у порівнянні з попередніми конституційними вимогами та сприяє паритету та чергуванню між жінками і чоловіками у списках до кандидатів партій.

### Африка
Гендерні квоти запроваджені у 46 країнах Африки. Найбільш успішними країнами за участю жінок у національному парламенті є Руанда (61 %), Намібія (46 %), Південно-Африканська Республіка (42 %) та Сенегал (42 %). Найгірша ситуація стосовно жінок у політиці в: Демократична Республіка Конго (10 %), Кот-д'Івуар (11 %) та Сьєрра-Леоне (12 %).
Стосовно ситуації у Руанді, не зважаючи на те, що ця країна є однією з найбідніших у світі, показники гендерної рівності дуже високі. Руанда має двопалатний парламент із законодавчими квотами, а саме наявні зарезервовані для жінок місця у парламенті — це так звані жорсткі (hard) квоти. Завдяки їм 49 з 80 місць у Палаті депутатів, які складають 61 % всіх кандидатів, займають жінки. Крім цього, Руанда має один з найвищих показників жіночої робочої сили у світі (86 %). У США, наприклад, ця цифра становить 56 % і навіть знижується. В Руанді не тільки високий рівень участі, але менший гендерний розрив в оплаті праці — у Руанді жінки заробляють 88 центів за кожен долар, який заробляє чоловік; в США це 74 цента.
Такий високий рівень участі жінок у політиці та на ринку праці можна пояснити історичними обставинами, що склалися в країні. Більше двох десятиліть тому близько 800 тисяч руандійців було вбито за три місяці. Після цих подій жінки складали від 60 % до 70 % населення. Тому жінки не мали іншого вибору, окрім як виконувати ролі, якими колись займались чоловіки.